# Consul de mer
Les consuls de mer sont des magistrats de la ville de Montpellier au Moyen Âge, qui avaient pour rôle de défendre les intérêts commerciaux des Montpelliérains avec l'étranger. Ils étaient chargés de l'entretien des installations portuaires de Lattes et des voies navigables, aussi bien que des relations diplomatiques. C'est Guilhem V de Montpellier qui les a institués. Au nombre de quatre, ils étaient élus le 31 décembre de chaque année, pour une durée d'un an. Comme leurs ressources étaient limitées, ils devaient impérativement être habiles, et mieux valait qu'ils soient riches. Comme il était également important qu'ils fassent preuve d'autorité et puissent gérer des relations diplomatiques, c'était assez couramment des nobles.
D'autres magistrats furent créés par la suite pour assister les Montpelliérains dans le développement du commerce de la ville : les consuls sur mer chargés de défendre les Montpelliérains en mer, et les consuls d'outre-mer chargés de les protéger dans les comptoirs méditerranéens de la ville.